# 史書美
史書美（1961年4月1日—），韓國出生的華人，在美國和台灣任職教授，主要研究華語語系研究、中國現代文學、比較文學方法論、後殖民論述、跨國主義、批判種族理論、世界文學以及少數族裔論述等等。她是華語語系研究理論的奠基者及推廣者之一，而其研究中主張反離散，並提出大陸殖民主義、定居殖民主義等概念得到許多迴響，同時也被有些學者批評。

## 生平
父母均為中華民國山東省籍，國共內戰時避難美國托管的南韓。她生於南韓。少時就讀韓國漢城華僑中學，17歲時留學台灣，畢業於國立臺灣師範大學，後於加州大學聖地牙哥分校取得碩士並於加州大學洛杉磯分校取得博士學位。在研究所期間曾經在北京大學以傅爾布萊特學人的身份進行博士論文研究。

## 教職
2019-2022年期間為首任愛德華·薩伊德（Edward Said）比較文學講座教授。目前擔任美國加州大學洛杉磯分校比較文學系、亞洲語言文化系及亞美研究系合聘教授，國立台灣師範大學台灣語文學系榮譽講座教授，美國比較文學學會現任副會長與下任會長，及香港人文學院院士。2013年至2016年間曾任香港大學中文學院陳漢賢伉儷講座教授，現為該職位兼任講座教授。亦曾於波隆那大學、巴塞隆納自治大學、國立交通大學、阿姆斯特丹大學、卡爾頓大學、雪梨大學、斯德哥爾摩大學等校擔任客座教授，並在2011年於國立台灣大學擔任白先勇講座教授。於2018年獲得師大傑出校友獎。為「知識台灣」學群發起人之一。

## 中文著作
《台灣理論關鍵詞》（合編，2019年，聯經）
《反離散：華語語系研究論》（2017年，聯經）
《知識台灣：台灣理論的可能性》（合編，2016年，麥田）
《視覺與認同：跨太平洋華語語系表述・呈現》（2013年，聯經）
《現代的誘惑：書寫半殖民地中國的現代主義（1917-1937）》（2007年，江蘇人民）

## 英文著作
Indigenous Knowledge in Taiwan and Beyond, co-editor. New York: Springer, 2021. 
Comparatizing Taiwan, co-editor. New York and London: Routledge, 2015.  
Sinophone Studies: A Critical Reader, co-editor. New York: Columbia University Press, 2013.
The Creolization of Theory, co-editor. Durham: Duke University Press, 2011.  
Visuality and Identity: Sinophone Articulations across the Pacific. Berkeley: University of California Press, 2007.
Minor Transnationalism, co-editor. Durham: Duke University Press, 2005. 
The Lure of the Modern: Writing Modernism in Semicolonial China, 1917-1937. Berkeley: University of California Press, 2001.

## 外部連結
- 从华语语系文学观点 看新加坡华文文学 ——访史书美
- Prof. SHIH Shu Mei 史書美教授（页面存档备份，存于）